# Gran Premio d'Austria 1985
Il Gran Premio d'Austria 1985 è stata la decima prova della stagione 1985 del campionato mondiale di Formula 1. Si è corsa il 18 agosto sul circuito dell'Österreichring. La gara è stata vinta dal francese Alain Prost su McLaren-TAG Porsche;  per il vincitore si trattò del ventesimo successo nel mondiale. Ha preceduto sul traguardo il brasiliano Ayrton Senna su Lotus-Renault e l'italiano Michele Alboreto su Ferrari.
Prost ottenne anche la pole position e il giro più veloce della gara, cogliendo il suo quarto hat trick nel mondiale di Formula 1.

## Vigilia

### Sviluppi futuri
Il sabato prima della gara il campione del mondo in carica, Niki Lauda, annunciò la sua volontà di abbandonare le competizioni, a fine stagione. L'austriaco, che aveva già abbandonato la Formula 1, una prima volta nel 1979, disse di essere ancora appassionato alle corse, ma che ormai si sentiva meno motivato, essendo più concentrato sullo sviluppo della sua compagnia aerea Lauda Air. Al suo posto sembrava imminente l'annuncio del passaggio di Keke Rosberg alla McLaren.

### Aspetti tecnici
Le Williams disponevano di nuove sospensioni posteriori. Sulle vetture britanniche erano state anche posizionate delle prese d'aria dei freni più larghe, per facilitare il raffreddamento. Sulle Brabham venne montato un manettino che consentiva ai piloti di modificare l'apertura delle prese d'aria. Questo meccanismo venne considerato però illegale dalla FISA, e ciò costrinse i tecnici a  rimuoverlo dalle vetture. La RAM di Philippe Alliot venne dotata di  un motore a a iniezione elettronica.

### Aspetti sportivi
La Toleman, come già annunciato nelle settimane precedenti, portava in pista una seconda vettura, affidata a Piercarlo Ghinzani, che fino al Gran Premio di Gran Bretagna era stato impiegato dall'Osella.
L'11 agosto, nel corso di una gara per vetture sport, la 1000km di Toronto, Manfred Winkelhock, pilota impiegato nel campionato dalla RAM, perì in un incidente. Perse il controllo della sua Porsche 962C, alla seconda curva del circuito di Mosport Park, finendo contro un muretto di protezione. Il pilota venne estratto ancora vivo dalla vettura, ma non riuscì a superare il trauma, decedendo per emorragia cerebrale, il giorno seguente. La scuderia lo sostituì col pilota inglese Kenny Acheson, già impiegato nella parte finale della stagione 1983.

## Qualifiche

### Resoconto
Al venerdì le McLaren, favorite alla vigilia, furono le più rapide. Alain Prost precedette il compagno di scuderia Niki Lauda di quasi otto decimi. Prost chiuse con un tempo inferiore al minuto e ventisei secondi, nuovo record in prova del tracciato, a una media di oltre 250 km/h, seconda più alta nella storia del mondiale di Formula 1, dopo quella ottenuta nel Gran Premio di Gran Bretagna da Keke Rosberg. 
Alle spalle del duo McLaren si posizionò quello della Williams, con Rosberg e Nigel Mansell. Il finlandese perse un alettone e dovette utilizzare gomme da gara, in quanto quelle da qualifica non riuscivano a durare nemmeno un giro. Confermò la buona prestazione della giornata Teo Fabi, sesto.
Furono poco competitive le Ferrari: Stefan Johansson chiuse con l'undicesimo tempo, mentre Michele Alboreto fu solo diciannovesimo. Il pilota milanese ruppe un motore nelle libere del mattino, poi un altro all'inizio della sessione di qualifica e un terzo ebbe problemi con una perdita d'olio, tanto che Alboreto dovette provare utilizzando la vettura del compagno di scuderia. Le rotture venne addebitate a un malfunzionamento della centralina elettronica. Alboreto fu comunque il pilota più rapido sulla linea d'arrivo (304 km/h), mentre la punta di velocità più elevata fu toccata da Nelson Piquet, alla prima staccata, con 340 km/h. Il brasiliano era stato anche autore di un testacoda, tanto da dover impiegare in seguito il muletto.
Un altro incidente coinvolse Derek Warwick, che urtò, mentre usava la monoposto di Patrick Tambay, suo compagno di scuderia, il guard-rail, danneggiando la vettura pesantemente. Anche peggio andò a Kenny Acheson, che ruppe il motore nelle libere del mattino, e riuscì ad andare in pista solo mentre stava finendo la sessione. Venne inserito in classifica col tempo di 1h20"516, con una media ufficiale di 5,9 km/h.
Nelle libere del sabato la Ferrari ruppe un ennesimo motore, mentre Prost si bruciò leggermente il dorso della mano, per la perdita di carburante all'interno dell'abitacolo della sua monoposto.
La sessione di prove ufficiali del pomeriggio fu caratterizzata da un forte temporale, che si abbatté sul tracciato quando erano passati pochi minuti dall'inizio della sessione stessa. Ciò non permise a nessun pilota di battere il tempo di Prost, ottenuto al venerdì. Per il francese fu la prima pole position della stagione. Mansell fu capace di scalare secondo, prendendo la prima fila a Lauda, che rimase terzo, davanti all'altro pilota della Williams, Rosberg.
Alboreto, nei pochi giri compiuti, riuscì a salire al nono posto, battuto però, per pochi millesimi, da Patrick Tambay. Ottenne un ottimo decimo posto Riccardo Patrese, mentre fu solo quattordicesimo Ayrton Senna, penalizzato dalla rottura di un turbo. Il solo non qualificato fu Martin Brundle, l'unico con motore aspirato.

### Risultati
I risultati delle qualifiche furono i seguenti:
| Pos                     | Nº | Pilota             | Costruttore            | Tempo    | Griglia |
| ----------------------- | -- | ------------------ | ---------------------- | -------- | ------- |
| 1                       | 2  | Alain Prost        | McLaren-TAG Porsche    | 1'25"490 | 1       |
| 2                       | 5  | Nigel Mansell      | Williams-Honda         | 1'26"052 | 2       |
| 3                       | 1  | Niki Lauda         | McLaren-TAG Porsche    | 1'26"250 | 3       |
| 4                       | 6  | Keke Rosberg       | Williams-Honda         | 1'26"333 | 4       |
| 5                       | 7  | Nelson Piquet      | Brabham-BMW            | 1'26"404 | 5       |
| 6                       | 19 | Teo Fabi           | Toleman-Hart           | 1'26"664 | 6       |
| 7                       | 11 | Elio De Angelis    | Lotus-Renault          | 1'26"799 | 7       |
| 8                       | 15 | Patrick Tambay     | Renault                | 1'27"502 | 8       |
| 9                       | 27 | Michele Alboreto   | Ferrari                | 1'27"516 | 9       |
| 10                      | 22 | Riccardo Patrese   | Alfa Romeo             | 1'27"851 | 10      |
| 11                      | 8  | Marc Surer         | Brabham-BMW            | 1'27"954 | 11      |
| 12                      | 28 | Stefan Johansson   | Ferrari                | 1'27"961 | 12      |
| 13                      | 16 | Derek Warwick      | Renault                | 1'28"006 | 13      |
| 14                      | 12 | Ayrton Senna       | Lotus-Renault          | 1'28"123 | 14      |
| 15                      | 26 | Jacques Laffite    | Ligier-Renault         | 1'28"249 | 15      |
| 16                      | 18 | Thierry Boutsen    | Arrows-BMW             | 1'28"262 | 16      |
| 17                      | 17 | Gerhard Berger     | Arrows-BMW             | 1'28"566 | 17      |
| 18                      | 25 | Andrea De Cesaris  | Ligier-Renault         | 1'28"666 | 18      |
| 19                      | 20 | Piercarlo Ghinzani | Toleman-Hart           | 1'28"894 | 19      |
| 20                      | 23 | Eddie Cheever      | Alfa Romeo             | 1'29"031 | 20      |
| 21                      | 9  | Philippe Alliot    | RAM-Hart               | 1'29"827 | 21      |
| 22                      | 3  | Stefan Bellof      | Tyrrell-Renault        | 1'30"514 | 22      |
| 23                      | 10 | Kenny Acheson      | RAM-Hart               | 1'35"072 | 23      |
| 24                      | 24 | Huub Rothengatter  | Osella-Alfa Romeo      | 1'35"329 | 24      |
| 25                      | 30 | Jonathan Palmer    | Zakspeed               | 1'35"787 | 25      |
| 26                      | 29 | Pierluigi Martini  | Minardi-Motori Moderni | 1'36"765 | 26      |
| Vetture non qualificate |    |                    |                        |          |         |
| NQ                      | 4  | Martin Brundle     | Tyrrell-Ford Cosworth  | 1'37"317 | NQ      |

## Gara

### Resoconto
La pista si presentava secca, anche se nella notte un forte temporale aveva colpito la zona della pista; ciò comportava che le vie di fuga, in erba, fossero ancora zuppe d'acqua.
Alla partenza Alain Prost venne infilato da Niki Lauda, già alla prima curva. Dietro si verificò molta confusione: Mansell partì piano, per un problema al motore, mentre Teo Fabi rimase fermo sulla griglia. Anche Elio De Angelis partì male, a causa di un motore sporco. Patrick Tambay s'infilò tra i due piloti italiani, come, invece, non ci riuscì Alboreto, che colpì le vetture, perdendo la sospensione anteriore. Da dietro arrivò Gerhard Berger, che tamponò sia la Toleman che  la Lotus. A seguito dell'incidente la direzione di gara espose la bandiera rossa, che interruppe la gara, ripresa poi sulla distanza originaria. L'unico che non riuscì a prendere il via alla seconda partenza fu Piercarlo Ghinzani, non coinvolto nell'incidente, ma che, nel primo giro, aveva mandato fuori giri il motore. De Angelis, Fabi, Alboreto e Berger passarono a utilizzare il muletto, così come Prost che, sulla vettura titolare, soffriva di un surriscaldamento.
Alla seconda partenza Prost mantenne il comando, mentre Nigel Mansell fu nuovamente autore di una partenza cattiva, con Keke Rosberg che gli prese la seconda posizione, passando vicino al muretto. Alle spalle del finlandese si piazzarono Lauda, Piquet, De Angelis e lo stesso Mansell.
La gara di Rosberg terminò presto, al quarto giro, per una perdita della pressione dell'olio. Le due McLaren imposero un ritmo impossibile per gli avversari: già al decimo giro Prost aveva 24"5 di vantaggio sul terzo, Nelson Piquet. Nel frattempo Fabi era entrato in zona punti, passando Tambay, che, al nono giro, si fermò ai box per cambiare gli pneumatici, a causa di una foratura.
Al quattordicesimo giro Andrea De Cesaris fu autore di un'uscita di pista alla Texaco: la sua Ligier terminò contro un avvallamento del terreno, effettuando delle giravolte. Il pilota uscì indenne dalla vettura. Nei giri successivi, per un propulsore poco performante, Fabi perse diverse posizioni.
Al diciottesimo passaggio Nigel Mansell prese la quarta posizione a De Angelis. Il pilota romano cedette, cinque giri dopo, la posizione a Senna. Prost si accorse che le regolazioni del muletto portavano a un consumo eccessivo delle gomme. Ciò consentì a Lauda di ridurre a due secondi la distanza dal leader della gara.
La rimonta di Mansell proseguì al venticinquesimo giro, quando ebbe la meglio su Piquet. Nel giro successivo Prost passò ai box, per cambiare gli pneumatici, ormai consumati. Dopo 11 secondi il francese tornò in gara, secondo, alle spalle del solo Lauda. Nello stesso giro anche Nelson Piquet passò ai box, ma per ritirarsi, a causa di una mancanza di pressione della sovralimentazione; poco dopo abbandonò anche Mansell, col motore esploso. La classifica vedeva, alle spalle del duo McLaren, Senna, Elio de Angelis, Michele Alboreto, Stefan Johansson e Marc Surer.
De Angelis effettuò il suo cambio gomme, al trentunesimo giro. Il pilota della Lotus rientrò in gara alle spalle delle due Ferrari.
Lauda aveva un vantaggio di quasi trenta secondi su Prost che, però, con gomme nuove, riusciva a ridurre il margine sul compagno di team, di giro in giro. Negli stessi giri anche Johansson tentò, senza successo, di passare Alboreto.
Il cambio in vetta avvenne al quarantesimo giro, quando il motore della vettura di Lauda esplode alla Rindt. Prost si ritrovò al comando, con oltre 42 secondi di vantaggio su Senna (con una vettura penalizzata da forti vibrazioni) e oltre 55 su Alboreto.
Al quarantottesimo giro esplose un altro propulsore, quello della Renault di Patrick Tambay. Alla curva Sebring il francese scivolò sull'olio perso dalla sua stessa monoposto, effettuando poi dei testacoda.
Prost concluse la gara vittorioso, per la ventesima volta nel mondiale di Formula 1. Completarono il podio Ayrton Senna, che negli ultimi giri scontava un aumento delle temperature del motore, e Michele Alboreto. Prost e Alboreto si ritrovarono appaiati in cima alla classifica dei piloti.

### Risultati
I risultati del gran premio furono i seguenti:
| Pos | Nº | Pilota             | Costruttore            | Giri | Tempo/Ritiro                  | Griglia | Punti |
| --- | -- | ------------------ | ---------------------- | ---- | ----------------------------- | ------- | ----- |
| 1   | 2  | Alain Prost        | McLaren-TAG Porsche    | 52   | 1h20'12"583                   | 1       | 9     |
| 2   | 12 | Ayrton Senna       | Lotus-Renault          | 52   | + 30"002                      | 14      | 6     |
| 3   | 27 | Michele Alboreto   | Ferrari                | 52   | + 34"356                      | 9       | 4     |
| 4   | 28 | Stefan Johansson   | Ferrari                | 52   | + 39"073                      | 12      | 3     |
| 5   | 11 | Elio De Angelis    | Lotus-Renault          | 52   | + 1'22"092                    | 7       | 2     |
| 6   | 8  | Marc Surer         | Brabham-BMW            | 51   | +1 giro                       | 11      | 1     |
| 7   | 3  | Stefan Bellof      | Tyrrell-Renault        | 49   | Fine benzina                  | 22      |       |
| 8   | 18 | Thierry Boutsen    | Arrows-BMW             | 49   | +3 giri                       | 16      |       |
| 9   | 24 | Huub Rothengatter  | Osella-Alfa Romeo      | 48   | +4 giri                       | 24      |       |
| 10  | 15 | Patrick Tambay     | Renault                | 46   | Motore                        | 8       |       |
| Rit | 26 | Jacques Laffite    | Ligier-Renault         | 43   | Incidente                     | 15      |       |
| Rit | 29 | Pierluigi Martini  | Minardi-Motori Moderni | 40   | Sospensione                   | 26      |       |
| Rit | 1  | Niki Lauda         | McLaren-TAG Porsche    | 39   | Motore                        | 3       |       |
| Rit | 17 | Gerhard Berger     | Arrows-BMW             | 33   | Problemi al turbo             | 17      |       |
| Rit | 19 | Teo Fabi           | Toleman-Hart           | 31   | Problemi elettrici            | 6       |       |
| Rit | 16 | Derek Warwick      | Renault                | 29   | Motore                        | 13      |       |
| Rit | 10 | Kenny Acheson      | RAM-Hart               | 28   | Motore                        | 23      |       |
| Rit | 7  | Nelson Piquet      | Brabham-BMW            | 26   | Problemi al scarico           | 5       |       |
| Rit | 5  | Nigel Mansell      | Williams-Honda         | 25   | Motore                        | 2       |       |
| Rit | 22 | Riccardo Patrese   | Alfa Romeo             | 25   | Motore                        | 10      |       |
| Rit | 30 | Jonathan Palmer    | Zakspeed               | 17   | Motore                        | 25      |       |
| Rit | 9  | Philippe Alliot    | RAM-Hart               | 16   | Problemi al turbo             | 21      |       |
| Rit | 25 | Andrea De Cesaris  | Ligier-Renault         | 13   | Incidente                     | 18      |       |
| Rit | 23 | Eddie Cheever      | Alfa Romeo             | 6    | Problemi al turbo             | 20      |       |
| Rit | 6  | Keke Rosberg       | Williams-Honda         | 4    | Pressione dell'olio           | 4       |       |
| NP  | 20 | Piercarlo Ghinzani | Toleman-Hart           | 0    | Incidente alla prima partenza | 19      |       |
| NQ  | 4  | Martin Brundle     | Tyrrell-Ford Cosworth  |      |                               |         |       |

## Classifiche Mondiali

### Piloti
| Pos. | Pilota            | Punti |
| ---- | ----------------- | ----- |
| 1    | Michele Alboreto  | 50    |
| 2    | Alain Prost       | 50    |
| 3    | Elio De Angelis   | 28    |
| 4    | Stefan Johansson  | 19    |
| 5    | Keke Rosberg      | 18    |
| 6    | Ayrton Senna      | 15    |
| 7    | Nelson Piquet     | 13    |
| 8    | Patrick Tambay    | 11    |
| 9    | Jacques Laffite   | 10    |
| 10   | Thierry Boutsen   | 9     |
| 11   | Nigel Mansell     | 6     |
| 12   | Niki Lauda        | 5     |
| 13   | Stefan Bellof     | 4     |
| 14   | Derek Warwick     | 4     |
| 15   | René Arnoux       | 3     |
| 16   | Andrea De Cesaris | 3     |
| 17   | Marc Surer        | 2     |

### Costruttori
| Pos | Team                  | Punti |
| --- | --------------------- | ----- |
| 1   | Ferrari               | 72    |
| 2   | McLaren-TAG Porsche   | 55    |
| 3   | Lotus-Renault         | 43    |
| 4   | Williams-Honda        | 24    |
| 5   | Renault               | 15    |
| 6   | Brabham-BMW           | 15    |
| 7   | Ligier-Renault        | 13    |
| 8   | Arrows-BMW            | 9     |
| 9   | Tyrrell-Ford Cosworth | 4     |